# Zofia Rudnicka (1907–1981)

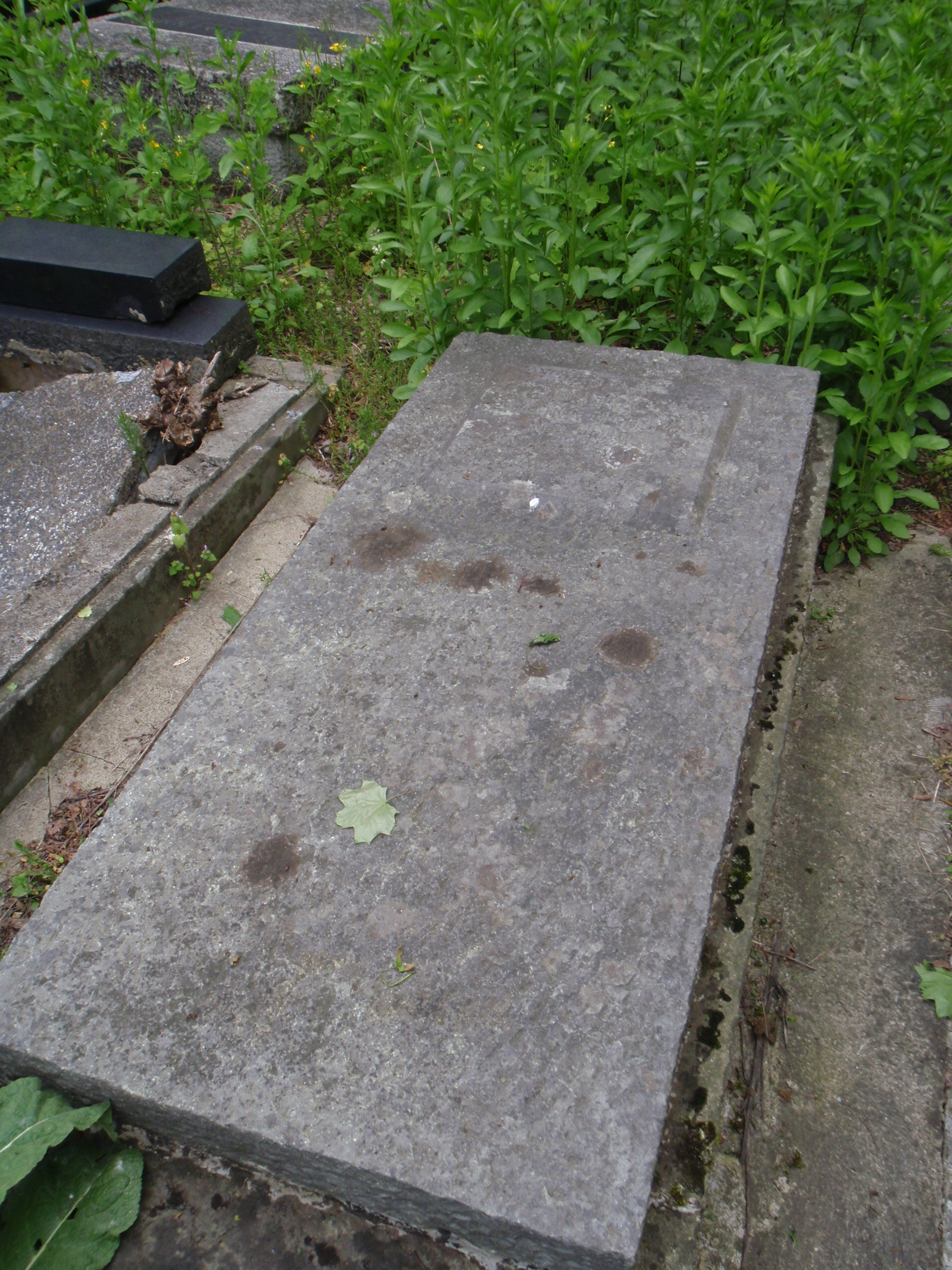
Grób Zofii Rudnickiej na cmentarzu żydowskim w Warszawie

Zofia Rudnicka, właściwie Paulina Hausman, ps. Alicja (ur. 1907, zm. 7 lutego 1981 w Warszawie) – polska prawniczka i sędzia, działaczka społeczna, członkini Rady Pomocy Żydom przy Delegaturze Rządu na Kraj „Żegota”.

## Życiorys
Ukończyła studia prawnicze na Uniwersytecie Jana Kazimierza we Lwowie, po czym do wybuchu II wojny światowej pracowała w Stryju jako adwokat. Po włączeniu miasta w skład Ukraińskiej SRR w 1939 zatrudniona w administracji radzieckiej. W 1942 przeniosła się do Krakowa, a później Warszawy. W tym samym roku znalazła się wśród założycieli i działaczy Rady Pomocy Żydom przy Delegaturze Rządu na Kraj „Żegota”. Od grudnia 1942 do lipca 1944 pracowała w Biurze Rady. Od 1943 należała do Stronnictwa Demokratycznego, a później Stronnictwa Polskiej Demokracji (SPD). 
Po zakończeniu wojny pracowała w sądownictwie, przez dwadzieścia lat (do 1969) była przewodniczącą Wydziału Cywilno-Rewizyjnego Sądu Wojewódzkiego dla m.st. Warszawy. Zasiadała w Radzie Naczelnej i Centralnym Sądzie Partyjnym SD. Odznaczona m.in. Krzyżem Kawalerskim Orderu Odrodzenia Polski, Krzyżem Walecznych i Złotym Krzyżem Zasługi. Pochowana jest na cmentarzu żydowskim przy ulicy Okopowej w Warszawie (kwatera 10, rząd 5).